# UFC 161
UFC 161: Evans vs. Henderson（ユーエフシー・ワンシックスティワン：エヴァンス・バーサス・ヘンダーソン）は、アメリカ合衆国の総合格闘技団体「UFC」の大会の一つ。2013年6月15日、カナダ・マニトバ州ウィニペグのMTSセンターで開催された。

## 大会概要
本大会ではラシャド・エヴァンスとダン・ヘンダーソンによるライトヘビー級ワンマッチが組まれた。

### カード変更
負傷などによるカードの変更は以下の通り。
- TJ・ウォルドバーガー → ケニー・ロバートソン（第4試合）

- アイザック・ヴァリーフラッグ → ジェームス・クラウス（第5試合）

- ソア・パラレイ → ロイ・ネルソン（第10試合）

- ヘナン・バラオン vs. エディ・ワインランド → バラオンの負傷により中止

- マウリシオ・ショーグン vs. アントニオ・ホジェリオ・ノゲイラ → ノゲイラの負傷により中止

- マウリシオ・ショーグン vs. チェール・ソネン → ソネンのビザ問題により中止

## 試合結果

### アーリープレリム
第1試合 バンタム級ワンマッチ 5分3R
○  イーブス・ジャボウィン vs.  ダスティン・ペイグ ×
3R終了 判定2-1（29-28、29-28、29-28）
第2試合 ライト級ワンマッチ 5分3R
○  ミッチ・クラーク vs.  ジョン・マグワイア ×
3R終了 判定3-0（29-28、29-28、29-28）

### プレリミナリーカード
第3試合 バンタム級ワンマッチ 5分3R
○  ローランド・デローム vs.  エドウィン・フィゲロア ×
3R終了 判定3-0（29-28、29-28、29-28）
第4試合 ウェルター級ワンマッチ 5分3R
○  ショーン・ピアソン vs.  ケニー・ロバートソン ×
3R終了 判定2-0（29-28、29-28、28-28）
第5試合 ライト級ワンマッチ 5分3R
○  ジェームス・クラウス vs.  サム・スタウト ×
3R 4:47 ギロチンチョーク
第6試合 ウェルター級ワンマッチ 5分3R
○  ジェイク・シールズ vs.  タイロン・ウッドリー ×
3R終了 判定2-1（27-30、29-28、29-28）

### メインカード
第7試合 ヘビー級ワンマッチ 5分3R
○  ショーン・ジョーダン vs.  パット・バリー ×
1R 0:59 TKO（右アッパー→パウンド）
第8試合 女子バンタム級ワンマッチ 5分3R
○  アレクシス・デイヴィス vs.  ロジー・セクストン ×
3R終了 判定3-0（29-28、29-27、29-28）
第9試合 ライトヘビー級ワンマッチ 5分3R
○  ライアン・ジモー vs.  イゴール・ポクラヤッチ ×
3R終了 判定3-0（30-27、30-27、30-27）
第10試合 ヘビー級ワンマッチ 5分3R
○  スティーペ・ミオシッチ vs.  ロイ・ネルソン ×
3R終了 判定3-0（30-27、30-27、30-27）
第11試合 ライトヘビー級ワンマッチ 5分3R
○  ラシャド・エヴァンス vs.  ダン・ヘンダーソン ×
3R終了 判定2-1（28-29、29-28、29-28）

### 各賞
ファイト・オブ・ザ・ナイト： ジェームス・クラウス vs. サム・スタウト
ノックアウト・オブ・ザ・ナイト： ショーン・ジョーダン
サブミッション・オブ・ザ・ナイト： ジェームス・クラウス
各選手にはボーナスとして5万ドルが支給された。